# Leichtathletik-Länderkampf der Frauen 1987 Frankreich – BR Deutschland – Polen
| 8. Leichtathletik-Länderkampf mit bundesdeutscher Beteiligung 1987 | 8. Leichtathletik-Länderkampf mit bundesdeutscher Beteiligung 1987 |
| ------------------------------------------------------------------ | ------------------------------------------------------------------ |
|                                                                    |                                                                    |
| Ländervergleich der Frauen: Frankreich – BR Deutschland – Polen    |                                                                    |
| Austragungsort                                                     | Versailles                                                         |
| Wettbewerbe                                                        | 16                                                                 |
| Datum                                                              | 27. Juni                                                           |
| 1. FRG 2. FRA 3. POL                                               | 139,5 Punkte 120,5 Punkte 066,0 Punkte                             |
| Chronik                                                            |                                                                    |
| ← FRA-FRG-POL (M)                                                  | URS-FRG 10kampf (M) →                                              |

Den achten Vergleich des Länderkampfjahres 1987 bestritten die bundesdeutschen Frauen parallel mit ihren männlichen Kollegen am 27. Juni in Versailles ebenfalls gegen Frankreich und Polen. In gemeinsamer Wertung waren die drei Länder bisher nicht aufeinander getroffen. Im Vorjahr hatte es eine Veranstaltung gegeben, in der die bundesdeutschen Athletinnen gegen Frankreich und Polen sowie gegen einen weiteren Gegner drei Zweiländerkämpfe durchgeführt hatten. Dabei handelte es sich um das letzte Aufeinandertreffen der Bundesrepublik mit Frankreich und mit Polen. Deutschland hatte diese Begegnungen jeweils für sich entschieden. Die Gesamtbilanz gegen Frankreich lautete drei zu null und gegen Polen elf zu fünf für die Bundesrepublik.

## Modus
Auf dem Programm stand neben den damals fünfzehn olympischen Frauenwettbewerben als sechzehnte Disziplin ein Gehwettbewerb über 5000 Meter. In beiden Länderkämpfen starteten zwei Teilnehmerinnen je Wettbewerb und Land. Aus nicht genannten Gründen trat Polen in acht Disziplinen mit nur einer Vertreterin an. Davon betroffen waren der 100, 200, 400 und der 3000-Meter-Lauf, das Rennen über 400 Meter Hürden, das 5000-Meter-Gehen sowie der Weitsprung und der Speerwurf.
Die Wertung in den Einzelläufen erfolgte nach folgendem System: 1. Platz: 7 Punkte / 2. Pl.: 5 P / 3. Pl.: 4 P / 4. Pl.: 3 P / … In den Staffeln wurde sieben zu vier zu zwei gewertet.

## Ergebnis
In den Einzelläufen errangen das bundesdeutsche und das französische Team je drei Disziplinsiege. Frankreich erzielte dabei zwei Doppelerfolge, die Bundesrepublik einen. Einen Wettbewerb sicherte sich Polen und in einer weiteren Disziplin gab es ein Unentschieden zwischen der Bundesrepublik und Polen. Von den beiden Staffeln ging eine an Frankreich, die andere an die Bundesrepublik. Den Gehwettbewerb gewann Frankreich. In den Sprungwettbewerben waren die bundesdeutschen Athletinnen einmal siegreich, die zweite Disziplinwertung teilten sie sich mit Polen. In der Kategorie Wurf/Stoß verbuchten die bundesdeutschen Vertreterinnen alle drei Wettbewerbe auf ihrem Konto. Den Ländervergleich gewannen die bundesdeutschen Sportlerinnen mit 139,5 Punkten. Mit 120,5 Punkten belegte Frankreich Rang zwei. Deutlich dahinter wurde Polen mit 66,0 Punkten Dritter und Letzter, wozu allerdings auch ihre Unterbesetzung in acht Disziplinen beitrug.
Hier kam es zum zweiten Sieg im zweiten Länderkampf der laufenden Saison für die bundesdeutschen Frauen. Aber es sollte auch der letzte Erfolg bleiben. In ihren weiteren sieben Vergleichen erzielten sie sechs Niederlagen und ein Unentschieden.

## Einzelresultate

### 100 m
| Platz | Athletin            | Land | Zeit (s) |
| ----- | ------------------- | ---- | -------- |
| 1     | Violetta Kaminska   | FRA  | 11,76    |
| 2     | Resi März           | FRG  | 11,86    |
| 3     | Marie-France Mollex | FRA  | 11,88    |
| 4     | Sabine Richter      | FRG  | 11,96    |
| 5     | Alexandra Mazewska  | POL  | 11,99    |

Polen war in diesem Wettbewerb mit nur einer Teilnehmerin am Start.

### 200 m
| Platz | Athletin           | Land | Zeit (s) |
| ----- | ------------------ | ---- | -------- |
| 1     | Martine Cassin     | FRA  | 23,97    |
| 2     | Marie-Josée Hontas | FRA  | 23,99    |
| 3     | Ina Cordes         | FRG  | 24,31    |
| 4     | Sabine Richter     | FRG  | 24,52    |
| 5     | Alexandra Mazewska | POL  | 24,60    |

Wind: +1,3 m/s
Polen war in diesem Wettbewerb mit nur einer Teilnehmerin am Start.

### 400 m
| Platz | Athletin            | Land | Zeit (s) |
| ----- | ------------------- | ---- | -------- |
| 1     | Michaela Schabinger | FRG  | 52,97    |
| 2     | Karin Janke         | FRG  | 53,89    |
| 3     | Evelyne Ellien      | FRA  | 54,08    |
| 4     | Christine Jaunin    | FRA  | 54,09    |
| 5     | Małgorzata Kurach   | POL  | 54,99    |

Polen war in diesem Wettbewerb mit nur einer Teilnehmerin am Start.

### 800 m
| Platz | Athletin        | Land | Zeit (min) |
| ----- | --------------- | ---- | ---------- |
| 1     | Wanda Wójtowiec | POL  | 2:03,30    |
| 2     | Sabine Zwiener  | FRG  | 2:03,41    |
| 3     | Christine Kanon | FRA  | 2:03,60    |
| 4     | Gabriela Lesch  | FRG  | 2:03,85    |
| 5     | Barbara Gourdet | FRA  | 2:05,58    |
| 6     | Ewa Goldz       | POL  | 2:05,98    |

### 1500 m
| Platz | Athletin         | Land | Zeit (min) |
| ----- | ---------------- | ---- | ---------- |
| 1     | Anna Rybicka     | POL  | 4:18,3     |
| 2     | Sabine Kunkel    | FRG  | 4:19,3     |
| 3     | Agnes Sergent    | FRA  | 4:19,8     |
| 4     | Heidrun Vetter   | FRG  | 4:19,9     |
| 5     | Alexandra Gralak | POL  | 4:22,8     |
| 6     | Marie-Pierre Yta | FRA  | 4:25,0     |

### 3000 m
| Platz | Athletin           | Land | Zeit (min) |
| ----- | ------------------ | ---- | ---------- |
| 1     | Marie-Pierre Duros | FRA  | 9:05,90    |
| 2     | Rosario Murcia     | FRA  | 9:07,37    |
| 3     | Antje Winkelmann   | FRG  | 9:20,11    |
| 4     | Iris Biba          | FRG  | 9:22,13    |
| 5     | Helena Sabaz       | POL  | 9:40,24    |

Polen war in diesem Wettbewerb mit nur einer Teilnehmerin am Start.

### 100 m Hürden
| Platz | Athletin            | Land | Zeit (s) |
| ----- | ------------------- | ---- | -------- |
| 1     | Heike Neugebauer    | FRG  | 13,45    |
| 2     | Isabelle Kaftanjian | FRA  | 13,49    |
| 3     | Sylvia Bednarska    | POL  | 13,92    |
| 4     | Jutta Fundel        | FRG  | 13,94    |
| 5     | Monique Éwanjé-Épée | FRA  | 14,10    |
| 6     | Grażyna Ostrowska   | POL  | 14,54    |

Wind: −1,16 m/s

### 400 m Hürden
| Platz | Athletin              | Land | Zeit (s) |
| ----- | --------------------- | ---- | -------- |
| 1     | Sabine Alber          | FRG  | 57,92    |
| 2     | Corinne Pierre Joseph | FRA  | 58,32    |
| 3     | Christiane Beinhauer  | FRG  | 58,70    |
| 4     | Annie Moelo           | FRA  | 59,28    |
| 5     | Beata Adamczyk        | POL  | 62,30    |

Polen war in diesem Wettbewerb mit nur einer Teilnehmerin am Start.

### 4 × 100 m Staffel
| Platz | Besetzung      | Land                                                                 | Zeit (s) |
| ----- | -------------- | -------------------------------------------------------------------- | -------- |
| 1     | Frankreich     | Odile Singa Marie-Josée Hontas Marie-France Mollex Violetta Kaminska | 45,06    |
| 2     | BR Deutschland | Resi März Sabine Richter Karin Janke Ina Cordes                      | 45,55    |
| 3     | Polen          | Sylvia Bednarska Grażyna Ostrowska Majewska Kuracti                  | 47,62    |

### 4 × 400 m Staffel
| Platz | Besetzung      | Land                                                                    | Zeit (min) |
| ----- | -------------- | ----------------------------------------------------------------------- | ---------- |
| 1     | BR Deutschland | Michaela Schabinger Nicole Leistenschneider Sabine Alber Gabriela Lesch | 3:36,79    |
| 2     | Frankreich     | Christine Jaunin Ketty Regent-Talbot Cécile Malfondet Evelyne Ellien    | 3:38,45    |
| 3     | Polen          | Ewa Goldz Wanda Wójtowiec Anna Rybicka Beata Adamczyk                   | 3:52,57    |

### 5000 m Gehen
| Platz | Athletin          | Land | Zeit (h) |
| ----- | ----------------- | ---- | -------- |
| 1     | Suzanne Griesbach | FRA  | 23:01,69 |
| 2     | Barbara Kollorz   | FRG  | 23:43,35 |
| 3     | Anna Back         | POL  | 24:09,73 |
| 4     | Catrin Rudolph    | FRG  | 24:20,58 |
| 5     | Jeanne Vignai     | FRA  | 24:25,98 |

Polen war in diesem Wettbewerb mit nur einer Teilnehmerin am Start.

### Hochsprung
| Platz | Athletin           | Land | Höhe (m) |
| ----- | ------------------ | ---- | -------- |
| 1     | Maryse Éwanjé-Épée | FRA  | 1,86     |
| 2     | Jolanta Komsa      | FRG  | 1,83     |
| 3     | Iwona Zokobczak    | POL  | 1,83     |
| 4     | Bettina Braag      | FRG  | 1,83     |
| 5     | Carole Brige       | FRA  | 1,70     |
| 5     | Sylvia Oswald      | FRG  | 1,70     |

### Weitsprung
| Platz | Athletin               | Land | Weite (m) |
| ----- | ---------------------- | ---- | --------- |
| 1     | Stefanie Hühn          | FRG  | 6,22      |
| 2     | Jasmin Feige           | FRG  | 6,15      |
| 3     | Corinne Grimont Bedard | FRA  | 6,02      |
| 4     | Liliane Menissier      | FRA  | 6,01      |
| 5     | Iwona Zokobczak        | POL  | 4,98      |

Polen war in diesem Wettbewerb mit nur einer Teilnehmerin am Start.

### Kugelstoßen
| Platz | Athletin            | Land | Weite (m) |
| ----- | ------------------- | ---- | --------- |
| 1     | Iris Plotzitzka     | FRG  | 20,00     |
| 2     | Stephanie Storp     | FRG  | 18,50     |
| 3     | Irene Car           | POL  | 15,26     |
| 4     | Martine Jean Michel | FRA  | 14,80     |
| 5     | Fabienne Lecoty     | FRA  | 14,59     |
| 6     | Danuta Zarkowska    | POL  | 11,20     |

### Diskuswurf
| Platz | Athletin           | Land | Weite (m) |
| ----- | ------------------ | ---- | --------- |
| 1     | Ewa Siepsiak       | POL  | 56,44     |
| 2     | Iris Plotzitzka    | FRG  | 53,32     |
| 3     | Ursula Kreutel     | FRG  | 52,36     |
| 4     | Patricia Katona    | FRA  | 51,98     |
| 5     | Catherine Beauvais | FRA  | 48,14     |
| 6     | Danuta Zrayjkowska | POL  | 47,80     |

### Speerwurf
| Platz | Athletin         | Land | Weite (m) |
| ----- | ---------------- | ---- | --------- |
| 1     | Ingrid Thyssen   | FRG  | 62,36     |
| 2     | Brigitte Graune  | FRG  | 57,78     |
| 3     | Nadien Auzeil    | FRA  | 53,74     |
| 4     | Monika Filalotto | FRA  | 46,58     |
| 5     | Elżbieta Lisiak  | POL  | 44,86     |

Polen war in diesem Wettbewerb mit nur einer Teilnehmerin am Start.